# Foro colonial de Córdoba
El foro colonial fue el primero y más importante de los foros que tuvo la ciudad romana de Corduba, actual Córdoba (España). Gracias a excavaciones llevadas a cabo a finales del siglo XX se sabe que sus aproximadamente 7000 m² se extendían por las actuales calles Cruz Conde, Ramírez de Arellano, Historiador Díaz del Moral, Góngora y Braulio Laportilla.

## Cronología
El foro aparece mencionado en las fuentes desde la fundación de la ciudad, y estuvo en funcionamiento hasta, al menos, la primera mitad del siglo IV.
Su construcción se realizó en dos fases de datación inexacta, si bien dentro del periodo republicano. Tras la destrucción de la ciudad por las tropas de Julio César debió sufrir grandes daños, que serían reparados ya en época del emperador César Augusto.

## Descripción
El foro, como es tradicional en el esquema romano, se situaba en la confluencia de los cardo y decumano mayores. Estuvo porticado, con columnas sobre sillares de piedra caliza y enlosado del mismo material y una fuente, estos dos últimos de época augustea.
Poco se conoce de los edificios del foro, salvo los restos hallados de un edificio absidiado. Samuel de los Santos referenció unas termas, mientras que posiblemente hubiera un templo donde hoy se sitúa la iglesia de San Miguel, una basílica y otros edificios públicos, puesto que en esta lugar tenía lugar la administración de la ciudad.
Los materiales de construcción fueron caliza y arenisca de origen local, y entre la decoración se incluían gran número de estatuas donadas por ciudadanos destacados. Algunos restos encontrados nos hablan de estatuas de tamaño colosal.